# ФК Тврђава Бач
ФК Тврђава Бач је фудбалски клуб из Општине Бач, који се тренутно такмичи у Подручној лиги Сомбора, лиги петог степена фудбалског такмичења у Србији. Клуб је основан 1909. године, а основна боја је плава.

## Историјат
Заслуга за дугу традицију фудбалске игре у Бачу припада ђацима, који су долазећи преко лета из војвођанских центара, доносили новитете и европске новости. У Бачу тада није постојала средња школа, али је новооснована фудбалска екипа била сачињена од средњошколаца. Оснивачи и клуба и фудбалери који су наступили на првој утакмици били су Мартин Фин, Карло Хенег, Матија Еветовић, Робер Хорн, Фрањо Риман, Стјепан Џанић, Антун Кајдић, Јосип Риман, Рудолф Ајхингер и Антун Сајер. Недостатак одговарајуће опреме и спортских реквизита условљавали су да се све до Првог светског рата играју пријатељске утакмице, најчешће са екипама из окружења, током школских распуста. Клуб је 2009. обележио један век постојања.